# Banca di Credito Cooperativo di Monastier e del Sile
La Banca di Credito Cooperativo di Monastier e del Sile (in breve BCC Monsile) è stata una banca di Credito cooperativo aderente al Gruppo Bancario Cooperativo ICCREA e faceva parte della Federazione Veneta BCC. Nel 2020 si è fusa con la BCC Pordenonese dando vita alla BCC Pordenonese e Monsile.

## Storia
La banca è nata il 18 dicembre 2000 dalla fusione di due banche storiche della provincia di Treviso: la Cassa Rurale ed Artigiana di Monastier (poi B.C.C. di Monastier), fondata nel 1908, e la Cassa Rurale ed Artigiana di Casier (poi Banca del Sile), fondata nel 1960.
Domenica 19 marzo 2006 è stata inaugurata la nuova sede direzionale. Il complesso costruito a forma circolare, coerentemente alla tipologia esistente, è suddiviso in tre piani più interrato, ed ha aggiunto ai 1.400 m² circa già esistenti altri 2.500 m² circa, portando la superficie complessiva a 3.900 m².
Dal 18 dicembre 2000 al 13 settembre 2010 il consiglio di amministrazione è stato presieduto da Claudio Bin. In conseguenza delle sue dimissioni, è stato nominato nuovo presidente: Donatello Caverzan.
Dal novembre 2011 al marzo 2012 la banca è stata oggetto di un'ispezione della Banca d'Italia che ha rilevato una serie di carenze organizzative e di gestione, oltre che una accesa conflittualità in seno al consiglio di amministrazione.
A partire dal 1º gennaio 2020, la Banca di Credito Cooperativo di Monastier e del Sile ha effettuato il processo di aggregazione con BCC Pordenonese, prendendo il nome di BCC Pordenonese e Monsile.

## Commissariamento e amministrazione straordinaria
Dopo le smentite ufficiali diffuse dal presidente Donatello Caverzan sulla presunta difficoltà della banca, il 4 maggio 2012, ovvero il giorno prima della prevista assemblea dei soci, il Ministro dell'Economia e delle Finanze, su proposta della Banca d'Italia, ha disposto con proprio decreto lo scioglimento degli organi con funzioni di amministrazione e controllo della banca e la sottoposizione della stessa ad amministrazione straordinaria, ai sensi dell'art. 70, comma 1, lett. a), del Testo unico delle leggi in materia bancaria e creditizia. Alla stessa data sono stati nominati - con provvedimento della Banca d'Italia - Claudio Puerari quale Commissario straordinario, Daniele Pirondini (sostituito il 20 settembre 2012 da Mauro Boscolo), Lorenzo Pozza e Maurizio Bellacosa quali componenti del Comitato di sorveglianza. La procedura è stata motivata "a seguito delle risultanze di accertamenti ispettivi di vigilanza che hanno fatto emergere gravi anomalie nell'attività creditizia e un'accesa conflittualità nella governance e nella base sociale. Tale situazione ha comportato il deterioramento dei profili tecnici della banca e un'elevata esposizione ai rischi operativi e reputazionali".
Il 5 ottobre 2013 la banca ha ceduto 4 delle proprie filiali (Jesolo, Cavallino Treporti, Treviso - S. Maria del Rovere, Villorba) alla Banca di Credito Cooperativo Prealpi.
Il 15 dicembre 2013, con l'elezione del nuovo consiglio di amministrazione si è conclusa la fase di amministrazione straordinaria.

## Fusione con BCC Pordenonese
A seguito dell'assemblea straordinaria del 17 dicembre 2019, i soci della BCC Monsile hanno espresso voto favorevole all'aggregazione con BCC Pordenonese.
La nuova realtà è operativa a partire dal 1º gennaio 2020, ha 58 filiali dislocate su un territorio di 93 Comuni, una compagine sociale di circa 17.200 soci e 74.300 clienti e di circa 400 dipendenti.